# Ophthalmotilapia
Ophthalmotilapia är ett släkte av fiskar. Ophthalmotilapia ingår i familjen Cichlidae.
Kladogram enligt Catalogue of Life:
| Ophthalmotilapia | \| \| Ophthalmotilapia boops \| \| \| \| \| \| Ophthalmotilapia heterodonta \| \| \| \| \| \| Ophthalmotilapia nasuta \| \| \| \| \| \| Ophthalmotilapia ventralis \| \| \| \| |
|                  | \| \| Ophthalmotilapia boops \| \| \| \| \| \| Ophthalmotilapia heterodonta \| \| \| \| \| \| Ophthalmotilapia nasuta \| \| \| \| \| \| Ophthalmotilapia ventralis \| \| \| \| |
|                  | Ophthalmotilapia boops |
|                  | |
|                  | Ophthalmotilapia heterodonta |
|                  | |
|                  | Ophthalmotilapia nasuta |
|                  | |
|                  | Ophthalmotilapia ventralis |
|                  | |